# VV Vorden
Voetbalvereniging Vorden (v.v. Vorden)  is een amateurvereniging uit Vorden, gemeente Bronckhorst. Het eerste elftal speelt in de Tweede klasse zondag (seizoen 2023/24). De vereniging is opgericht in 1929 en heeft altijd rond de 350 leden gehad, maar vanaf het jubileumjaar in 2004 is het sterk gegroeid en telt het anno 2023 610 leden. Het heeft 8 pupillenteams, 12 juniorenteams waaronder drie meidenteams (165) en 11 seniorenteams, waaronder 1 45+ team, 1 G-team en 2 damesteam.

## Kampioenschappen en promoties
Het 1e elftal van de v.v. Vorden heeft altijd in de zondagcompetitie gespeeld en heeft t/m het seizoen 1976-1977 in de toenmalige GVB (Geldersche Voetbal Bond) gespeeld. Hoogtepunten in de eerste 40 jaar waren de kampioenschappen en promoties in 1931, 1932, 1944, 1955 en 1963. Begin jaren '70 speelde het 1e elftal op het één na laagste niveau (2e klas GVB), maar promoveerde het door 3 kampioenschappen in 4 jaar tijd (1974, 1975, 1977) naar de 4e klas KNVB. In de jaren '80 en '90 speelde het 1e elftal voornamelijk in de Hoofdklasse GVB en promoveerde vanuit deze inmiddels opgeheven regionale bond drie keer naar de 4e klas, namelijk in 1988, 1992 en 1998. Vanaf het seizoen 1998-1999 speelt men minstens in de 4e klas KNVB en mocht het zelfs twee keer een promotie vieren naar de 3e klas KNVB, maar beide keren (2002 en 2007) moest het na één seizoen alweer terug naar de 4e klas. In 2012 promoveerde het 1e elftal wederom naar de 3e klas, maar nu bleef het langer dan één seizoen op dit niveau spelen en mocht het zelfs in 2015 de kampioensvlag hijsen toen in Velp tegen VVO het benodigde punt werd behaald voor het kampioenschap in 3c. Vanaf het seizoen 2015-2016 speelt het in de 2e klas en heeft het zich nog altijd met 90% eigen vordense spelers keurig gehandhaafd op dit niveau (7e,6e,7e,9e, corona, corona, 7e, 7e). 
| Jaar | Kampioenschap                                                           | Promotie                                                            |
| ---- | ----------------------------------------------------------------------- | ------------------------------------------------------------------- |
| 1931 | Kampioen 3e klas Geld.VB - Promotie naar 2e klas Geld.VB                |                                                                     |
| 1932 |                                                                         | Tweede plaats in de 2e klas Geld.VB - Promotie naar 1e klas Geld.VB |
| 1944 | Kampioen 2e klas Geld.VB - Geen promotie ivm oorlog                     |                                                                     |
| 1947 |                                                                         | Promotie naar 1e klas Geld.VB ivm kampioenschap 1944                |
| 1955 | Kampioen 2e klas Geld.VB - Geen promotie door verlies promotiewedstrijd |                                                                     |
| 1963 | Kampioen 2e klas Geld.VB - Promotie naar 1e klas Geld.VB                |                                                                     |
| 1974 | Kampioen 2e klas Geld.VB - Promotie naar 1e klas Geld.VB                |                                                                     |
| 1975 | Kampioen 1e klas Geld.VB - Promotie naar Hoofdklasse Geld.VB            |                                                                     |
| 1977 | Kampioen Hoofdklasse Geld.VB - Promotie naar 4e klas KNVB               |                                                                     |
| 1988 |                                                                         | 3e plaats - promotie naar 4e klas KNVB                              |
| 1992 |                                                                         | 5e plaats - promotie naar 4e klas KNVB                              |
| 1998 |                                                                         | Winnaar nacompetitie 5e klas KNVB - promotie naar 4e klas KNVB      |
| 2001 |                                                                         | Winnaar nacompetitie 4e klas KNVB - promotie naar 3e klas KNVB      |
| 2007 | Kampioen 4e klas KNVB - Promotie naar 3e klas KNVB                      |                                                                     |
| 2012 |                                                                         | Winnaar nacompetitie 4e klas KNVB - promotie naar 3e klas KNVB      |
| 2015 | Kampioen 3e klas KNVB - Promotie naar 2e klas KNVB                      |                                                                     |

## Voorzitters
| Voorzitter        | Periode     |
| ----------------- | ----------- |
| J. Plezier        | 1929 - 1931 |
| J. Lammers        | 1931 - 1954 |
| W. Kuijper        | 1954 - 1969 |
| J. Oost           | 1969 - 1971 |
| J. Koster         | 1971 - 1972 |
| L. de Boer        | 1972 - 1974 |
| F. Scharrenberg   | 1974 - 1979 |
| J. van Ark        | 1979 - 1991 |
| J. Rouwenhorst    | 1991 - 1998 |
| H. Vrielink       | 1998 - 2006 |
| W. van der Veen   | 2006 - 2015 |
| M. van der Linden | 2015 - 2022 |
| D.J. Wesselink    | 2022 -      |

## Accommodatie
De voetbalvereniging Vorden sinds 1946 gevestigd aan Sportpark 't Grote Veld. Vanaf het oprichtingsjaar in 1929 tot en met jaar 1945 heeft v.v. Vorden gevoetbald op een veld dat aan de Waarleweg/Veldslagweg heeft gelegen, nu terug te vinden recht tegenover het huidige Pannekoekenhuis aan de Hengeloseweg. Na de bevrijding tijdens de 2e wereldoorlog van Vorden op 1 april 1945 was het veld onherstelbaar beschadigd en heeft de vereniging een jaar lang een 'noodveld' gebruikt in de buurt van boerderij 't Garmel bij Kasteel Vorden. In 1946 kon men terecht op het huidige Sportpark aan de oude Zutphenseweg en heeft het tot aan 1969 twee speelvelden gehad en een klein wit gebouw dat dienst deed als kleedkamer en een kalkhok. In 1969 werd het sportpark voorzien van een compleet nieuwe accommodatie met kleedkamers, een bestuurskamer en een kantine. Tevens is in dit jubileumjaar ook het derde veld aangelegd en was er ook nog sprake van een kleine oefenhoek. In 1974 kreeg de vereniging een nieuwe houten kantine en in deze samenstelling heeft de accommodatie tot aan 1990 dienst gedaan. In 1990 is de huidige accommodatie gebouwd en kreeg het de naam 'de Ark' mee en deze bestond uit zes kleedkamers, een kantine, een bestuurskamer en een aantal bergingsruimtes. In 2010 heeft de vereniging zelf de accommodatie verbouwd en is het complex uitgebreid met twee nieuwe kleedkamers en een nieuwe bestuurskamer. In 2004 is er aan de lange zijde van het hoofdveld een tribune geplaatst en in 2012 is de ingang van het complex vernieuwd. Sportpark 't Grote Veld is vanaf 2013 geprivatiseerd en in 2021 is de lang gekoesterde wens eindelijk uit gekomen door de komst van een kunstgrasveld. Tevens is in de zomer van 2021 het BSV-plein geopend en wordt met een klein monument zowel het bedrijf BSV en hoofdsponsor Henri Barendsen (1966-2021) als de oude accommodatie (betonnen paaltjes) herdacht.  De accommodatie bestaat anno 2022 uit drie verlichte speelvelden, waarvan één kunstgrasveld, een verlicht 'mini'-kunstgrasveld (Pannaveld) een verlichte oefenhoek en een verlichte oefenstrook. De accommodatie herbergt 9 kleedkamers, een bestuurskamer, commissiekamer, massageruimte, kantine en sinds 2014 een grote opbergruimte. Tevens staan er op het Sportpark een entreegebouw, een entreepoort met fietsenstalling, een tribune met 400 zitplaatsen en zijn alle drie velden voorzien van omheining en dug-outs. In de zomer van 2022 is de gehele omheining van het hoofdveld vernieuwd en heeft het nu naast de beide ballenvangers (2018 en 2021) een geheel zwart gecoate omheining i.p.v. de vanaf 1969 geplaatste betonpalen met ijzeren buizen.

## Competitieresultaten 1976–2026
| 6 |

| 1 |

| 10 4C |

| 6 4C |

| 3 4C |

| 8 4C |

| 12 4C |

|  |

|  |

|  |

|  |

|  |

|  |

| 12 4C |

|  |

|  |

| 11 4G |

|  |

|  |

|  |

|  |

| 4 5G |

| 3 5G |

| 11 4G |

| 3 4C |

| 2 4C |

| 12 3C |

| 10 4C |

| 8 4C |

| 3 4C |

| 6 4C |

| 1 4C |

| 12 3C |

| 10 4C |

| 10 4C |

| 8 4C |

| 4 4C |

| 9 3C |

| 5 3C |

| 1 3C |

| 7 2I |

| 6 2I |

| 7 2I |

| 9 2I |

| - 2I |

| - 2I |

| 7 2I |

| 7 2I |

| 11 2G |

| 6 3L |

| - 3L |

2007: de beslissingswedstrijd om het klassekampioenschap in 4C werd met 5-4 gewonnen van VV Terborg.
| Tweede klasse | Derde klasse | Vierde klasse | Vijfde klasse | Hoofdklasse Geld. VB |

In elke staaf van de grafiek staat van boven naar beneden vermeld: 
- Eindnotering

Dit is de positie die de club heeft bereikt in de competitie, zonder eventuele beslissings-, play-off- of nacompetitiewedstrijden die nodig zijn geweest om bijvoorbeeld de kampioen van de competitie te bepalen.
Indien een * achter het getal staat is de notering een tussenstand en kan het zijn dat de notering niet overeenkomt met de uiteindelijke eindstand van de competitie.
Staat er een - dan is het seizoen nog bezig en is er geen definitieve uitslag bekend.
Staat er xx op de positie van de notering, dan heeft de club vroegtijdig de competitie verlaten. Dit kan onder andere komen door terugtrekking van het team, faillissement van de club of door een uitgedeelde straf van de KNVB. In veel gevallen staat elders in het artikel de reden vermeld.
Staat er een ? dan is het resultaat uit het verleden onbekend, en is alleen de competitie of het niveau bekend van dat seizoen.
In de seizoenen 2019/20 en 2020/21 werd wegens de coronacrisis het amateurvoetbal afgebroken. Daardoor kennen deze staven geen eindklassering (middels -- weergegeven).
- Competitieniveau en afdelingsletter of Officiële eindstand Eredivisie
  - Competitieniveau en afdelingsletter

Hierbij geeft het getal het niveau weer, dat ook terug te vinden is in de legenda. De letter is de afdelingsaanduiding en wordt gebruikt wanneer er meer afdelingen zijn op hetzelfde niveau. De afdelingsletter is altijd een hoofdletter en wordt meestal zonder nummer gebruikt.
Voorbeeld: 2F is niveau 2e klasse competitie F.
Het competitieniveau en nummer wordt niet vermeld wanneer er slechts één competitie van dit niveau was.
  - Officiële eindstand Eredivisie (getal staat tussen haakjes vermeld)

Sinds de introductie van play-offwedstrijden voor Europees voetbal na afloop van de reguliere competitie in 2005/06, is de KNVB verplicht een eindstand van de Eredivisie door te geven aan de UEFA aan de hand van deze play-offwedstrijden.
Bij deze eindstand staan clubs die zich hebben gekwalificeerd voor Europees voetbal hoger dan clubs die zich niet wisten te kwalificeren. Indien er geen verschil was tussen de eindnotering en de officiële eindstand, staat dit getal niet vermeld.

- Onderafdeling

Hier staat afgekort de naam van de onderafdeling indien de club in dat jaar in een onderafdeling uitkwam. Tevens staat deze afkorting in de legenda en wordt gelinkt naar het artikel over deze onderafdeling. Deze afkorting wordt alleen vermeld wanneer de club in het verleden in verschillende onderafdelingen heeft gespeeld. Deze vermelding is in de staaf altijd in kleine letters. Deze onderafdelingen zijn na het seizoen 1995/96 afgeschaft. Heeft de club in slechts één onderafdeling gespeeld, dan is dit alleen terug te vinden in de legenda.
Onder de staaf staat het jaartal vermeld waarin het seizoen is afgesloten. 15 verwijst naar het seizoen 2014/15 of eventueel het seizoen 1914/15.
Wanneer een staaf leeg is, zijn deze gegevens niet bekend. Het kan ook zijn dat de club dat seizoen niet heeft meegespeeld op het hogere amateurniveau, vroegtijdig de competitie heeft verlaten of uit de competitie is gezet.

In het seizoen 1944/45 was er wegens de Tweede Wereldoorlog geen regulier competitievoetbal.